# Burg Hausstein

Kirche Sankt Nikola, Donauwirbel, Burgruine Hausstein. Rechts davon Lueg-Kanal. Ansicht von Westen (Oberlauf) 1649. Stich von M.Merian

Die Burg Hausstein (auch Haustein mit nur einem s) war eine Befestigung auf einem Felssporn – später Insel – nahe dem Südufer der Donau im Ort Nabegg in der Gemeinde Neustadtl in Niederösterreich. Die Burg bewachte den sogenannten Wirbel (Donauwirbel, Werfel, Schifffahrtshindernis) in der Flussmitte zwischen den Ortschaften Struden und Sankt Nikola am Nordufer der Donau in Oberösterreich.

## Geschichte
Urkundliche Quellen sind spärlich, vermutlich war die Anlage, die zu einem aus mehreren Burgen bestehenden Maut- und Sicherungssystem gehörte, nur von Burggrafen oder Verwaltern besetzt. 1314 verpfändete Herzog Friedrich I. Hausstein, gemeinsam mit Werfenstein und Pain (beide Oberösterreich), an Albero von Volkersdorf. Die Anlage erscheint 1351 als „Houstain nyderthalb Werbenstain“ (Haustein unterhalb Werfenstein).
Später, anscheinend im Zusammenhang mit der Neugründung der Greinburg 1510 und der damit verbundenen Verlagerung der Donaumaut nach Grein, wurde die Anlage aufgegeben und verfiel.
Die Felseninsel Hausstein mit den Resten der Anlage wurde 1854 im Zuge der Donauregulierung durch Sprengung beseitigt, da ihre spornartig in die Strommitte vorspringende Lage den Donauwirbel verursachte.

## Lage
Die Burg war an einer strategisch wichtigen Stelle errichtet worden. Sie war Teil eines alten Maut- und Sicherungssystems entlang der Donau im Strudengau.
Diese mehrheitlich am Nordufer in Oberösterreich gelegenen Burgen und Türme waren (von West nach Ost): Kosenburg, Greinburg (jüngerer Verwaltungsmittelpunkt), Wörth, Werfenstein (ursprünglicher Verwaltungsmittelpunkt), Helchenburg, Hausstein, Langenstein, Pain, Mautturm und Burg Sarmingstein. In Niederösterreich folgten Freyenstein am Südufer und all die weiteren.
Zwischen den Orten Struden und Sankt Nikola verursachte nun eine nahe dem südlichen Donauufer gelegene Felseninsel den gefürchteten Wirbel (Donauwirbel oder Werfel, Schifffahrtshindernis) in der Donau. Auf dieser Felseninsel stand nun die Burg Hausstein mit einem mächtigen Turm. Die Burg beherrschte so die Donau in ihrer ganzen Breite: Mit der nördliche Uferbucht bezeichnet Freithof (in der bisweilen Reste verunglückter Schiffe und Personen angeschwemmt wurden und die man daher mit Freithof oder Friedhof bezeichnete), mit dem Wirbel in Flussmitte und mit dem an der Burg südlichen vorbeiführenden Lueg-Kanal.
Unterstützt wurde die Burg Hausstein dabei vom Turm auf dem Langenstein am nördlichen Donauufer. Mit Ketten, die bis zur Burg Hausstein reichten, konnte die Donau abgesperrt werden. Etwa 1,4 km flussaufwärts gab es ähnlich geartete Sperrketten bei den Burgen Wörth und Werfenstein.

Der Lueg-Kanal (Lueg-Gang, Lueg oder Loch) war ein künstlich erweiterter Kanal, der die Felseninsel Hausstein vom südlichen Donauufer trennte. Er hieß auch der Lueg, auch Lueg-Gang, Lueg-Kanal oder Loch. Ähnlich wie donauaufwärts bei der Insel Wörth bei Hochwasser der Hößgang den Schiffern zur Umgehung des Donaustrudels diente, so diente der Lueg-Kanal den Schiffern zur Umgehung des Donauwirbels. Der Lueg-Kanal war aber selbst bei Hochwasser nur für Schiffe mit geringem Tiefgang befahrbar. Er lag bei Niedrigwasser trocken. Joseph Walcher schrieb 1781, dass der Hausstein „in ältesten Zeiten“ mit dem südlichen (niederösterreichischen) Ufer völlig zusammenhing. Seither habe man durch die Felsen einen förmlichen 63 Klafter (120 m) langen Schifffahrtskanal ausgesprengt, welcher zwar noch heut zu Tag öfters ganz trocken ist, bey anwachsender Donau aber schiffbar wird, und den Hausstein, so wie der Hößgang den Wörth, zur Insel macht. Die Nachricht bei Joseph August Schultes 1827, dass der Lueg neuerdings entstand, ist missverständlich. Im gleichen Buch heißt es einige Seiten weiter: 

„Man hat diesen Canal im Jahre 1774 … in seiner ganzen 63 Klafter langen Strecke etwas vertieft *) und auch erweitert. *) Denn er lag bey kleinem Wasser zuweilen ganz trocken“

## Erinnerung

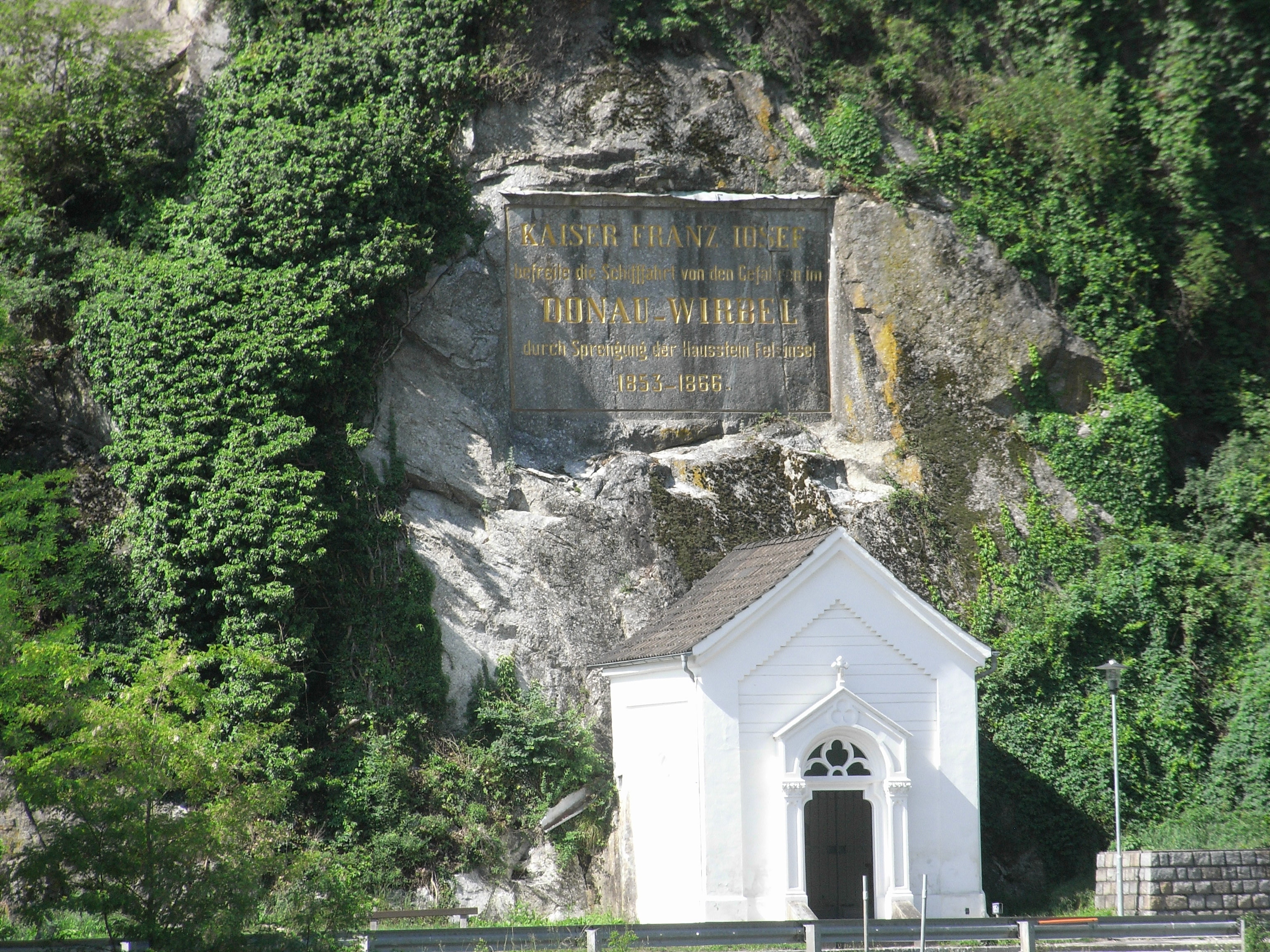
Haussteinkapelle und Inschrift

Die Haussteinkapelle in Struden an der Donau, die an den Felsen und die Burg Hausstein erinnert, steht unter Denkmalschutz (Listeneintrag). Über der Kapelle neben der heutigen Bundesstraße B3 befindet sich auch eine Gedenktafel mit folgender Inschrift:

„KAISER FRANZ JOSEF befreite die Schifffahrt von den Gefahren im DONAU-WIRBEL durch Sprengung der Hausstein Felsinsel 1853–1866“